# Erode (nome)
Erode  è un nome proprio di persona italiano maschile.

## Varianti in altre lingue
- Bielorusso: Ірад (Irad)
- Bulgaro: Ирод (Irod)
- Catalano: Herodes[3]
- Croato: Herod
- Francese: Hérode
- Greco antico: Ἡρωΐδης (Heroides)[3][4], Ἡρώδης (Herodes)[2][4][5]
- Greco moderno: Ηρώδης (Īrōdīs)
- Inglese: Herod
- Irlandese: Héaród
- Latino: Herodes[2][4]
- Polacco: Herod
- Portoghese: Herodes
- Rumeno: Irod
- Russo: Ирод (Irod)
- Spagnolo: Herodes[3]
- Tedesco: Herodes
- Ucraino: Ірод (Irod)

## Origine e diffusione
Deriva dal nome greco Ἡρωΐδης (Heroides), basato sul termine ἥρως (heros, "eroe", "guerriero", "governante"), quindi "eroico", secondo alcune fonti combinato con ωιδης (oides, "canto", "ode"), quindi "canto dell'eroe". Tale nome venne portato da numerosi sovrani della Giudea nel periodo della dominazione romana, fra cui Erode il Grande, colui che ordinò la strage degli innocenti, ed Erode Antipa, sotto il quale perirono sia Gesù, sia Giovanni il Battista, figure che hanno generalmente impedito al nome di entrare nell'uso comune; il suo uso in Italia, scarsissimo, si registra occasionalmente solo nel Settentrione.
Da Erode derivano i nomi Erodione, Erodiano ed Erodiade.

## Onomastico
Il nome è adespota, ossia privo di santo patrono; l'onomastico ricorre quindi il 1º novembre, in occasione di Ognissanti.

## Persone

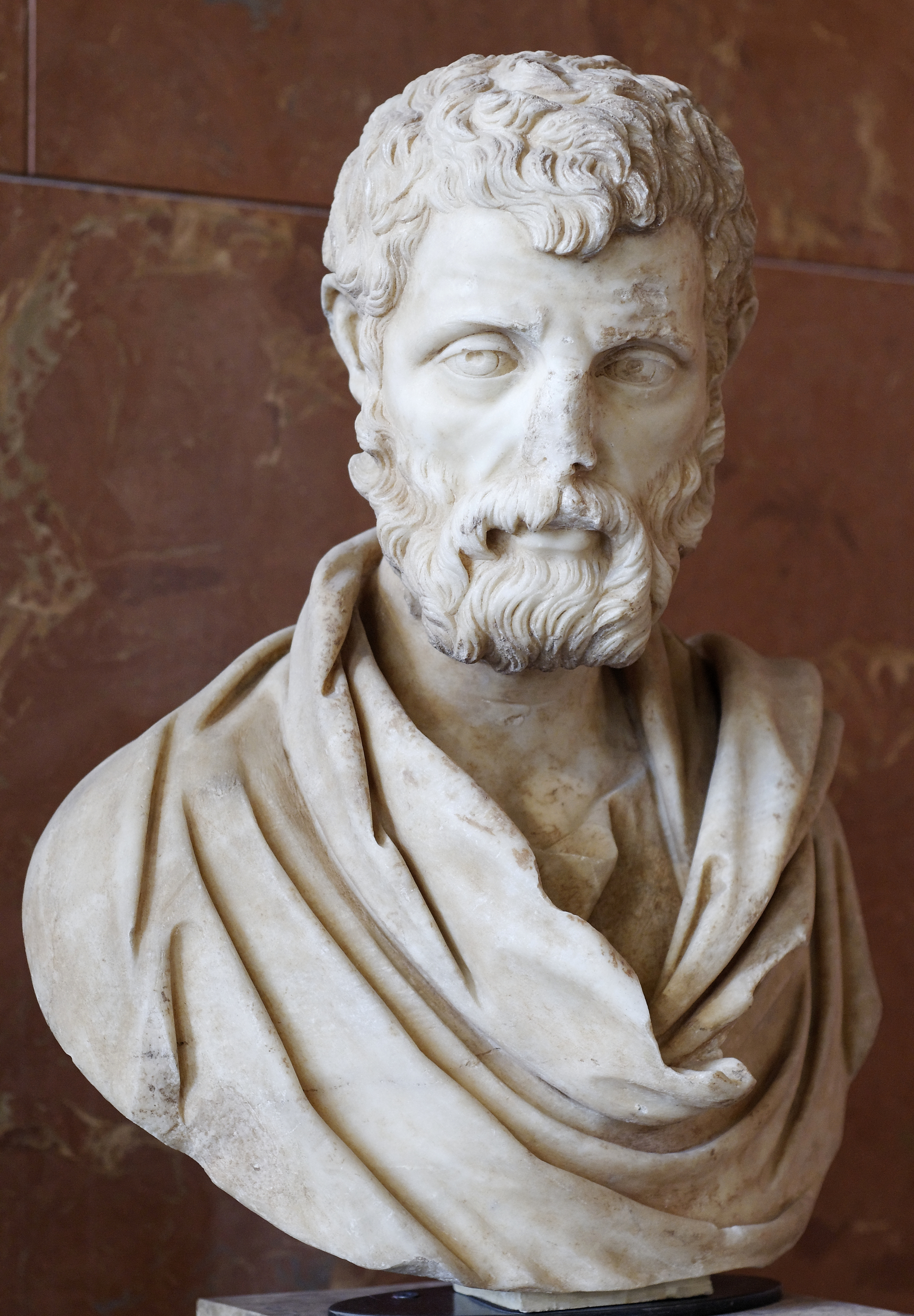
Erode Attico

- Erode, figlio di Erode il Grande e primo marito di Erodiade
- Erode di Calcide, tetrarca della Calcide, nipote di Erode il Grande
- Erode il Grande, re di Giudea, figlio di Erode Antipatro
- Erode Agrippa I, re di Giudea, nipote di Erode il Grande
- Erode Agrippa II, re vassallo di Roma, figlio di Erode Agrippa I
- Erode Antipa, re di Giudea, figlio di Erode il Grande
- Erode Antipatro, amministratore della Giudea
- Erode Archelao, re d Giudea, figlio di Erode il Grande
- Erode Attico, oratore e politico greco antico

## Curiosità
- Herod fu uno dei cavalli da cui discendono gli odierni purosangue inglesi.